# Salo Schottlaender
Salo Schottlaender (* 19. Juni 1844 in Münsterberg, Provinz Schlesien; † 2. April 1920 in Breslau, Provinz Schlesien) war ein Verleger in Breslau.

## Leben und Wirken
Salo Schottländer war der zweite Sohn des jüdischen Kaufmanns Loebel Schottlaender (1809–1880), der zu den reichsten Grundbesitzern Schlesiens zählte, und Henriette Schottlaender, geb. Grossmann. Sein älterer Bruder Julius wurde der einzige jüdische Majoratsherr Schlesiens.
Salo Schottlaender lernte den Buchhändlerberuf in Leipzig, Stuttgart und Paris. 1866 nahm er am Deutsch-Österreichischen Krieg teil und 1870/71 am Deutsch-Französischen Krieg.
1873 war Salo Schottlaender Mitbegründer der liberalen Tageszeitung Schlesische Presse in Breslau.
1876 übernahm er den Zeitungsverlag und gründete eine eigene Verlagsbuchhandlung. 1889 wurde sie in die Aktiengesellschaft Schlesische Buchdruckerei, Kunst- und Verlags-Anstalt v. S. Schottlaender umgewandelt, deren Vorstand er ab 1893 wieder war. Diese entwickelte sich bald zu einem der erfolgreichsten schöngeistigen Verlage im Deutschen Reich um 1900. Zu den Autoren gehörten unter anderem Theodor Fontane und Paul Lindau. 1906 wurde außerdem S. Schottlaenders Schlesische Verlags-Anstalt in Berlin gegründet, an der er aber selber wahrscheinlich nicht (oder kaum) beteiligt war.
Salo Schottlaender war  Amtsvorsteher in Benkwitz. Er besaß die Güter Benkwitz, Klein Sägewitz und Radwanitz bei Breslau. Außerdem war er griechischer Konsul in Schlesien mindestens zwischen 1909 und 1914. In Breslau wohnte er in der Siebenhufener Straße 17 mindestens von 1894 bis 1912. Salo Schottlaender gehörte zur liberalen jüdischen Gemeinde in Breslau unter Rabbiner Manuel Joël.

## Ehe und Nachkommen
Salo Schottlaender war mit Roza Braunstein (1854–1939) seit 1872 verheiratet. Sie hatten die Kinder
- Leo Schottlaender (1880–1959), Theaterdirektor und Komponist in Basel
- Käthe Schottlaender (1883–1942), heiratete den Rechtsanwalt Dr. Georg Marck
- Victor Schottlaender (1890–1978), erbte Gut Benkwitz, emigrierte nach Santiago de Chile

## Auszeichnungen
Salo Schottlaender erhielt einige Orden und Medaillen.
- Goldmedaille für Kunst und Wissenschaft (der Hohenzollern?)[6]
- Mecklenburg-Schwerin,  Silbermedaille für Kunst und Wissenschaft
- Preußischer Kronen-Orden IV. Klasse
- Erinnerungskreuz 1866
- Zentenar-Medaille
- Griechischer Erlöser-Orden III. Klasse
- Rumänischer Stern für Kunst und Wissenschaft  II. Klasse
- Schwedischer Wasa-Orden III. Klasse
- Türkischer Osmanie-Orden III. Klasse